# Brachyptera phthiotica
Brachyptera phthiotica is een steenvlieg uit de familie vroege steenvliegen (Taeniopterygidae). De wetenschappelijke naam van de soort is voor het eerst geldig gepubliceerd in 1971 door Berthélemy.